# Károlyi-kilátó
A Károlyi-kilátó a Gaja látványos völgye felett helyezkedik el.
A Vadex Mezőföldi Zrt. elkötelezett a Károlyi örökség megőrzésében. A 2016-ban avatott Károlyi-kilátót gróf Károlyi Gyuláról a vadaskert alapítójáról nevezték el. A kilátóból a Gaja-völgy teljes vonulata elénk tárul, távolban még a Fehérvárcsurgói-víztározó is előbukkan.
Népszerű kirándulóhely.

## Szabadidő
A kilátó környéke kiépített pihenőhelyekkel, tűzrakóhelyekkel, esőházakkal várja a kirándulókat. Itt vezet el az Országos Kéktúra 9-es számú szakaszának Bodajk és Fehérvárcsurgó közti útvonala. 

## Megközelítése
Az Országos Kéktúra jelzésén Bodajk felől majd kék∆  2,3 kilométer, Fehérvárcsurgó felől a kék 4□ majd Országos Kéktúra jelzésén majd kék∆ felől 9,2 kilométer.

## Képgaléria

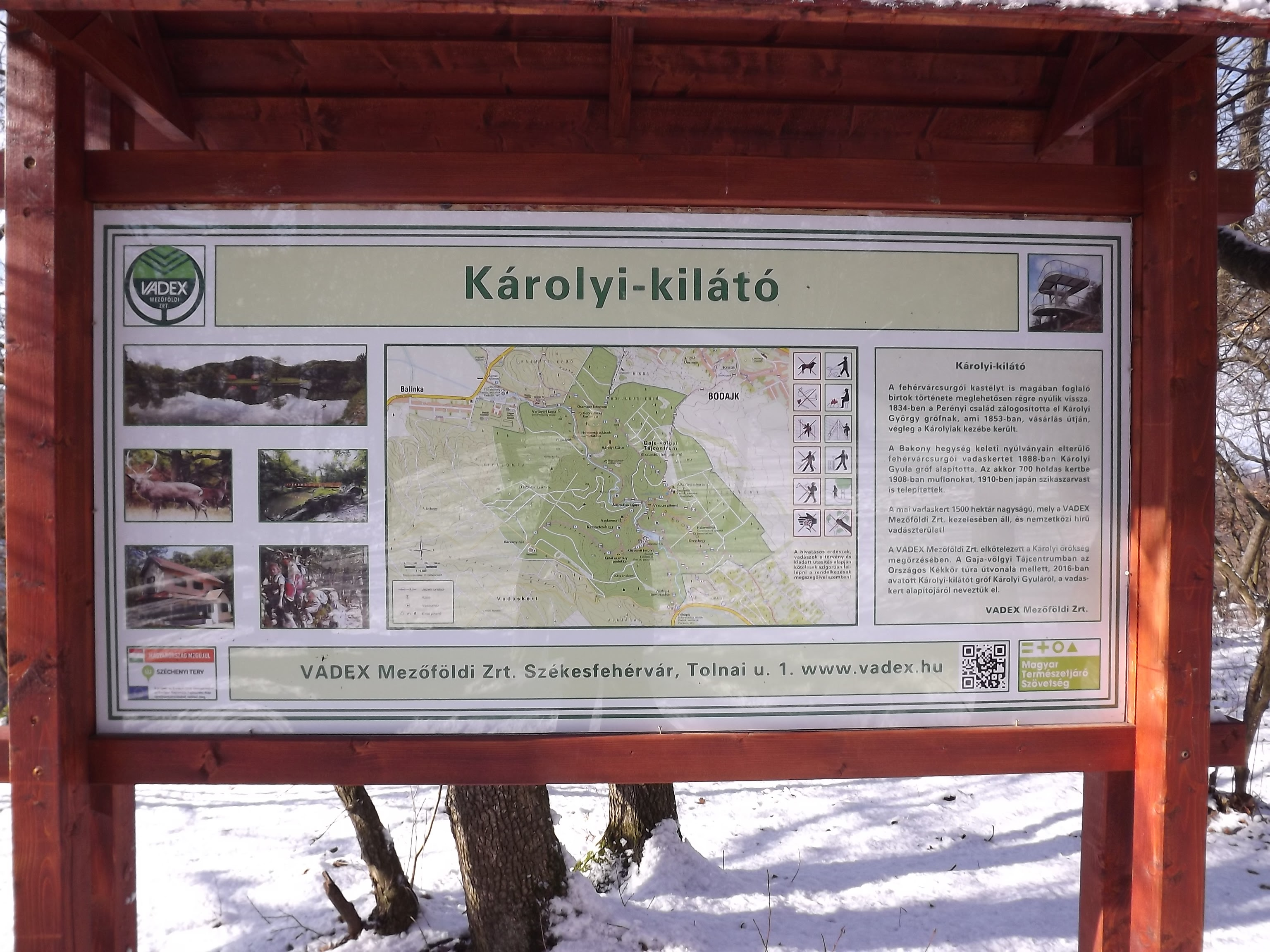
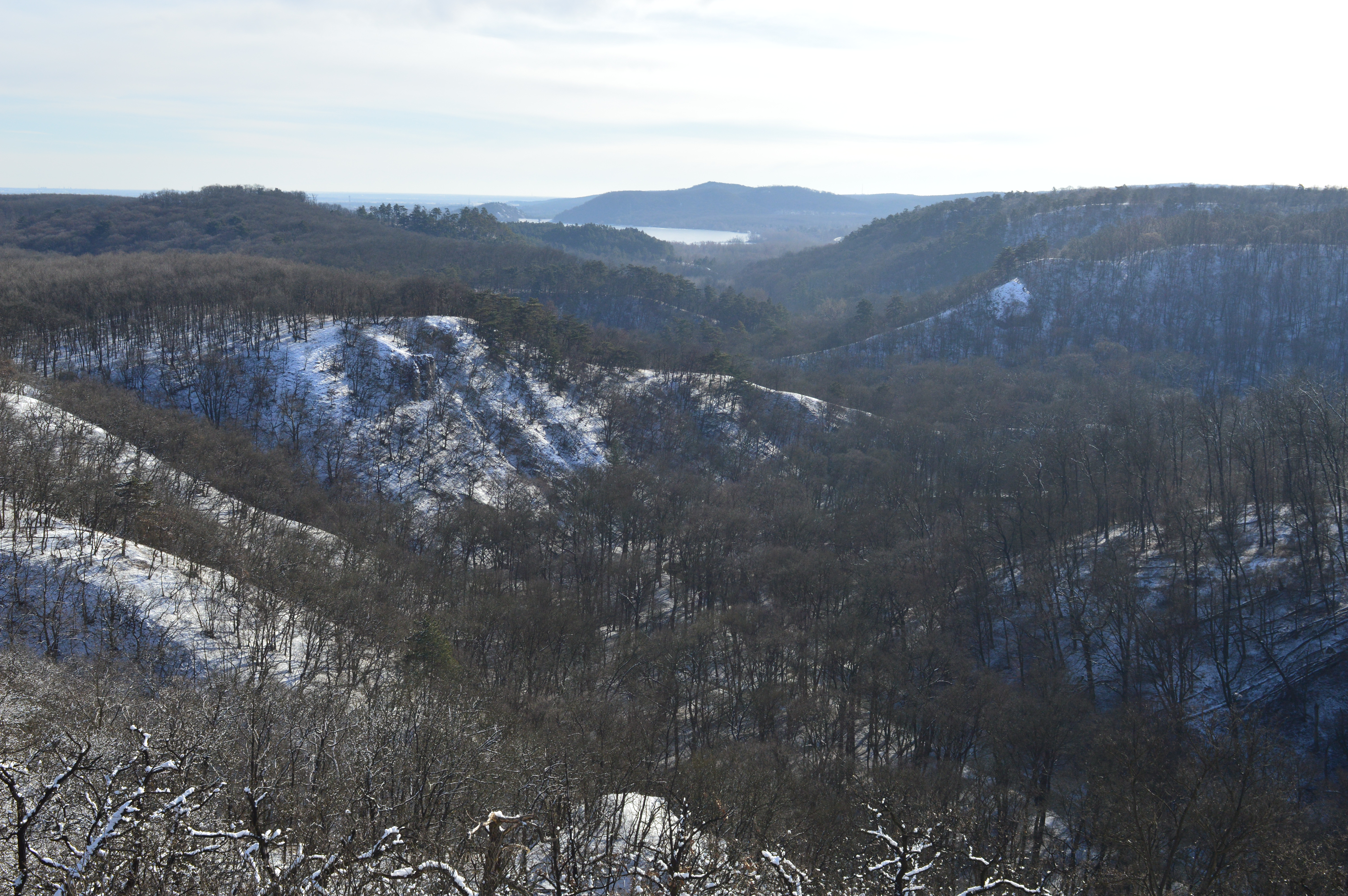
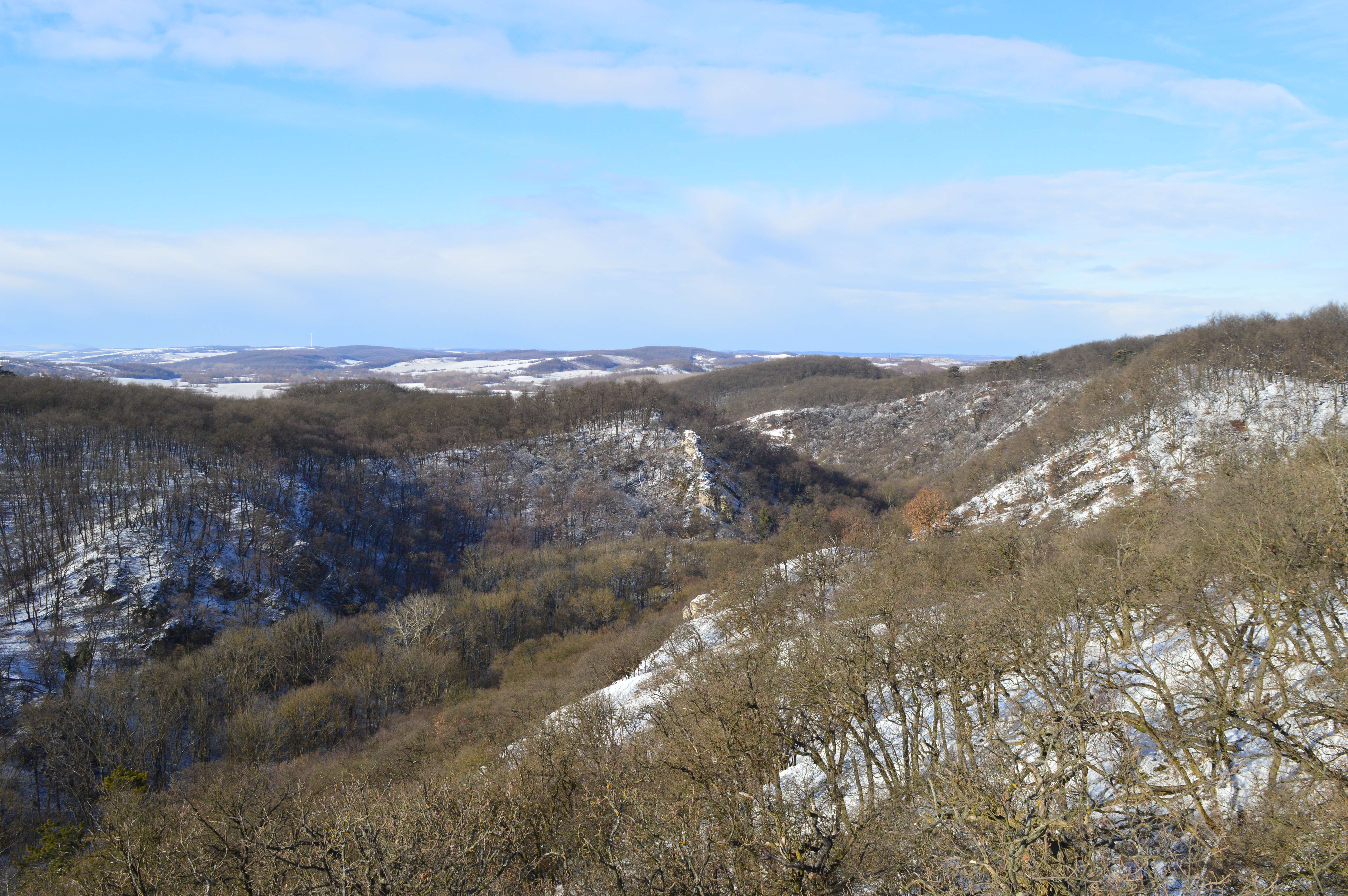
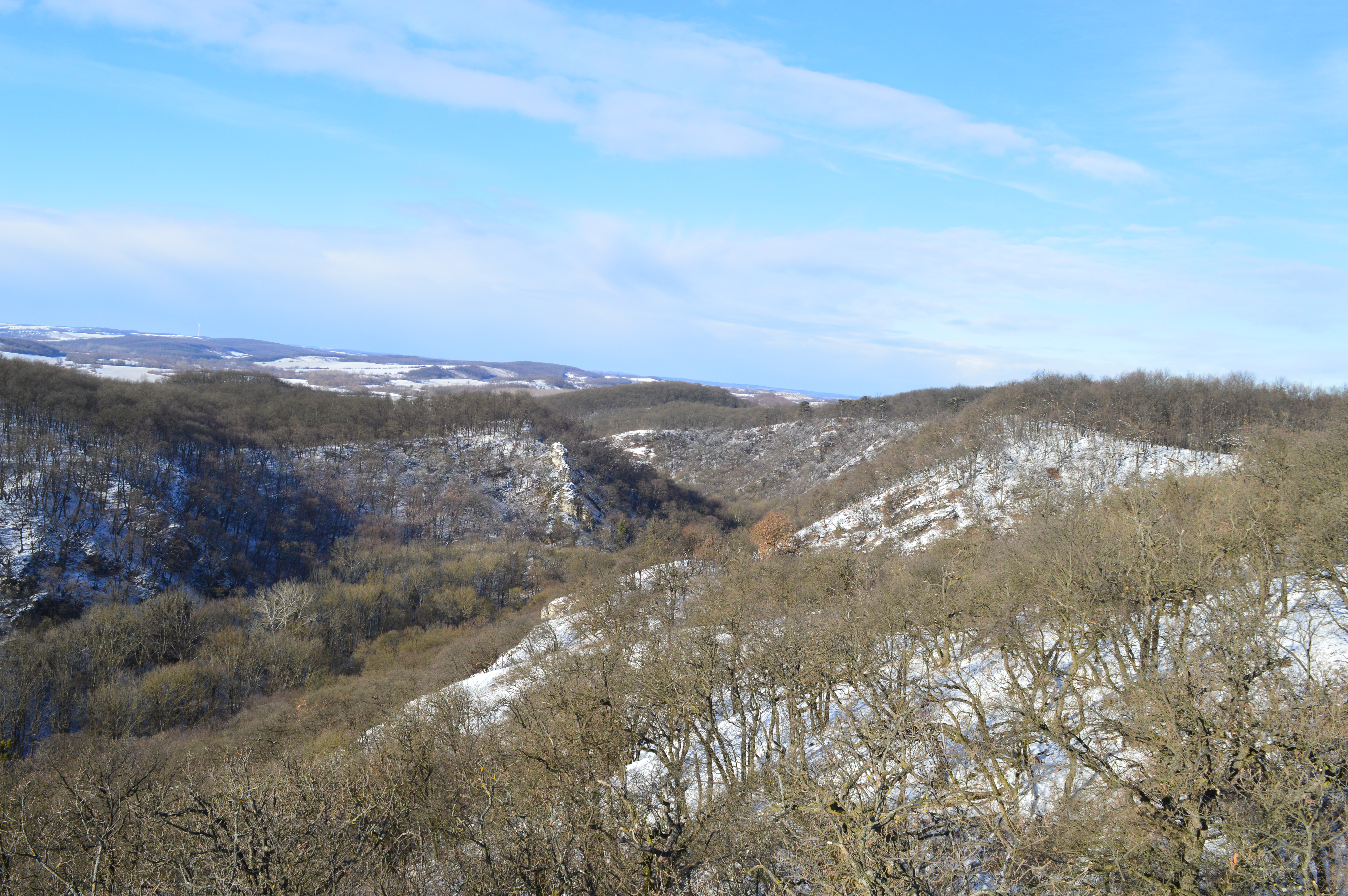